# Лазње Бохданеч
Лазње Бохданеч (чеш. Lázně Bohdaneč) град је у Чешкој Републици. Град се налази у управној јединици Пардубички крај, у оквиру којег припада округу Пардубице.

## Становништво
Према подацима о броју становника из 2014. године град је имао 3.383 становника.